# Mercan'Tour Classic Alpes-Maritimes
La Mercan'Tour Classic Alpes-Maritimes è una corsa in linea maschile di ciclismo su strada che si tiene annualmente nel Parco nazionale del Mercantour, nel dipartimento Alpi Marittime in Francia. Inserita inizialmente nel calendario dell'UCI Europe Tour 2020 nel 2020, la prima gara è stata poi posticipata al 2021 per la pandemia di COVID-19. Fa parte del circuito UCI Europe Tour, classe 1.1.

## Albo d'oro
Aggiornato all'edizione 2024.
| Anno | Vincitore          | Secondo                | Terzo               |
| ---- | ------------------ | ---------------------- | ------------------- |
| 2021 | Guillaume Martin   | Aurélien Paret-Peintre | Bruno Armirail      |
| 2022 | Jakob Fuglsang     | Michael Woods          | David Gaudu         |
| 2023 | Richard Carapaz    | Felix Gall             | Lennert Van Eetvelt |
| 2024 | Lenny Martinez     | Clément Berthet        | Harm Vanhoucke      |
| 2025 | Cristián Rodríguez | José Félix Parra       | Iván Sosa           |